# أومنيثية

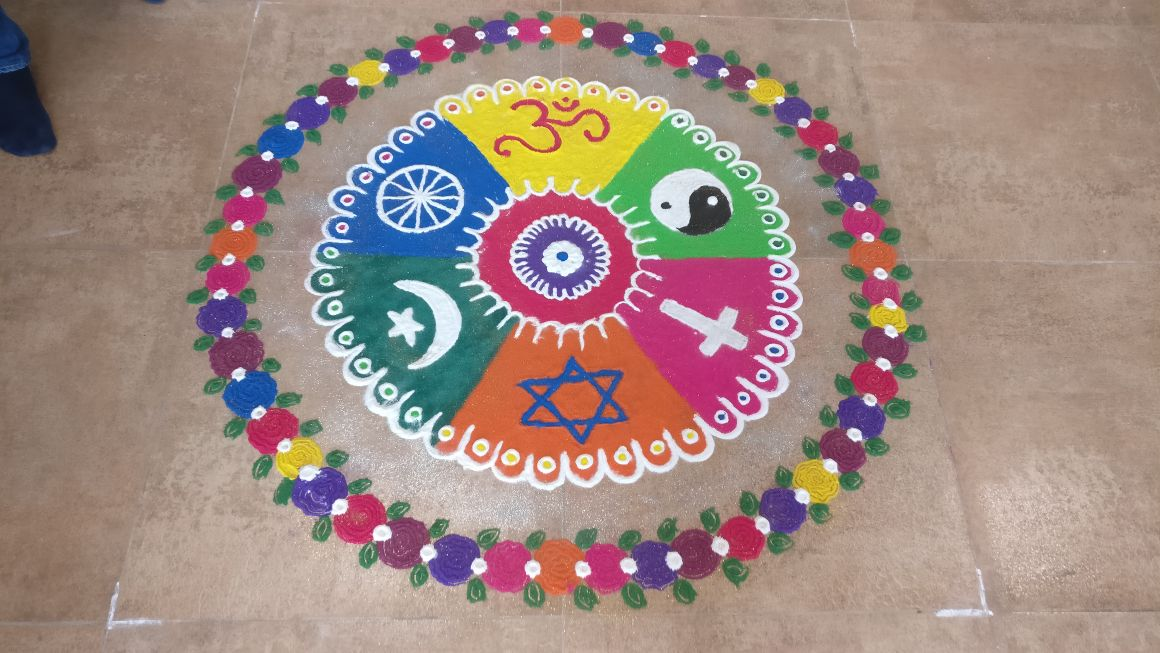
شعار جميع الاديان واحد والاعتراف بهم، المحبة

الأومنيسية أو الأومنيزية أو الأومنيثية (بالإنجليزية: Omnism)‏ هي الاعتراف بجميع الأديان واحترامها. أول من صاغ هذا المصطلح حسب قاموس أوكسفورد هو الشاعر الإنجليزي فيليب بيلي في عام 1839 عندما قال: «أنا أومنيزي وأؤمن بجميع الأديان». وفي السنوات الأخيرة، بدأ الأومنيزيون الجدد بإعادة تعريف المصطلح. ويمكن وصفه بالتوفيقية (التوفيق بين الأديان) بأقصى حدودها المنطقية. ومع ذلك فإنه يمكن أيضاً أن ينظر إليها على أنها وسيلة لقبول وجود الأديان المختلفة من دون الاعتقاد في كل ما تعتقده الأديان. ويقول الكثير من الأومنيزيين أن جميع الأديان تحتوي على حقائق ولكن ليس جميع الحقائق. بعض الأومنيزيين يرون أن الإيمان بدين واحد وأساسي يؤدي إلى فكرة الاتفاق على عدم الاتفاق.

## شخصيات أومنيزية بارزة
- الشاعر الإنجليزي فيليب جيمس بيلي (أول من صاغ المصطلح).
- الممثلة الأمريكية إلين بورستين، التي نسبت نفسها إلى كل الأديان بعد تصريحها بأن روحها مفتوحة للحقيقة التي تعيش في جميع الأديان.
- المغني الإنجليزي كريس مارتن، الذي أشار إلى نفسه بأنه (المؤمن الكلي) وهو مصطلح اخترعه لنفسه في إشارة للأومنيزية.